# Charles-Louis Chassin
Charles-Louis Chassin   (Nantes, 11 de febrer de 1831 - Beauchamp, 18 de juliol de 1901) va ser un historiador francès que va editar el fons documental definitiu sobre la Revolta de la Vendée.
Chassin va considerar favorablement la revolució francesa, declarant que el centenari de la revolució demostrava "la legitimitat de les exigències dels nostres pares".
A l'escoltar la notícia de l'assassinat d'Abraham Lincoln, Chassin escriure una carta a "Le Phare de la Loire" elevant la idea d'una medalla commemorativa en honor de Lincoln, que seria enviat a Mary Todd Lincoln. Això havia de ser finançat per una subscripció de deu cèntims i finalment va acumular 40.000 signatures (incloses les de Victor Hugo, Jules Michelet i Louis Blanc).

## Obres
- Les Elections et les cahiers de Paris en 1789: Documents recueillis, mis en order at annotés (París, 1888–89), 4 volums.
- La Préparation de la guerre de Vendée (París, 1892), 3 volums.
- Les Pacificacions de l'Ouest, 1794-1801 (París, 1896–99), 3 volums.